# Mount Vernon (Washington)
Mount Vernon je město v okrese Skagit v americkém státě Washington. Při sčítání lidu v roce 2010 byl jeho počet obyvatel 31 743. Město je jedním z principálních měst metropoilitní statistické oblasti Mount Vernon-Anacortes a okresním městem okresu Skagit. Centrum města je známé ro svůj každoroční tulipánový festival, který je částí akce Skagit Valley Tulip Festival. Zdejší klima je podobné klimatu severní Francie a tak v jeho okolí rostou miliony tulipánů, které ale kvůli přísným zákonům nejsou vyváženy do Evropské unie. V roce 1998 bylo město v jedné knize jmenováno nejlepším malým městem v USA.

## Historie

### Počátky
V roce 1870 přišli na břeh řeky Skagit, kde město nyní leží, první osadníci Jasper Gates a Joseph Dwelley. O sedm let později přišel do města učitel Harrison Clothier, který byl společně se spolupodnikatelem E. G. Englishem později uznáván jako zakladatel města. Kromě školy založil v listopadu 1877 také poštu a stal se jejím vedoucím. Město bylo pojmenováno po Mount Vernonu ve Virginii, kde odpočívá první prezident Spojených států George Washington. První plán města byl vytvořen ještě v době, kdy byla zdejší oblast stále hustě zalesněna.
Prvním průmyslem města byla těžba dřeva, která podpořila růst komunity a nedaleko obchodu Clothiera a Englishe byl na břehu řeky Skagit vybudován hotel a salón. Město bylo připraveno na další rozvoj, což ale bylo zmařeno blokádou dřeva, která zamezovala přístupu k městu po Skagitu tím, že zabraňovala velkým lodím kotvit na břehu města. Pošťáci museli kvůli blokádě plout na kánoi do nedalekého Skagit City, které leželo na deltě řeky. Hornická aktivita na nedalkém Ruby Creeku krátkodobě urychlila růst města v osmdesátých letech devatenáctého století, město dokonce získalo nový hotel, ale brzy se zjistilo, že doly byly mělké. Byly zakládány také nové těžírny dřeva, které ale kvůli nízké ceně suroviny neprofitovaly. V roce 1881 čítala permanentní populace města 75 rezidentů.
V osmdesátých letech devatenáctého století byl růst trvalý. V roce 1882 byl založen hotel Odd Fellows Lodge, v roce 1884 první noviny, The Skagit News, a také první, Baptistický kostel, v listopadu téhož roku byla navíc existence města podpořena povýšením na okresní město, kterým bylo předtím město La Conner.

### Železnice a růst do dvácátého století
Růst města byl podpořen výhodnou lokalitou ve vztahu k hornictví, těžbě dřeva a zemědělstvím na východní straně okresu Skagit, stejně tak přístupem k Pugetově zálivu. Jediná chybějící věc ve městě byla železnice, která by jej spojovala s okolním světem, především pak s Everettem, Seattlem a Vancouverem. V roce 1889 byl jmenován komisař, který měl jednat s železničními společnostmi na postavení tratě vedoucí městem. Snaha se vyplatila, když se společnost Great Northern Railway rozhodla postavit přes město koleje, což bylo dokončeno v roce 1891. Město také vyjednávalo se společností Seattle, Lake Shore and Eastern Railway, než ale železnici zakoupila společnost Great Northern Railway, která se v roce 1896 rozhodla vézt ji přes nedaleké Sedro-Woolley na východě.

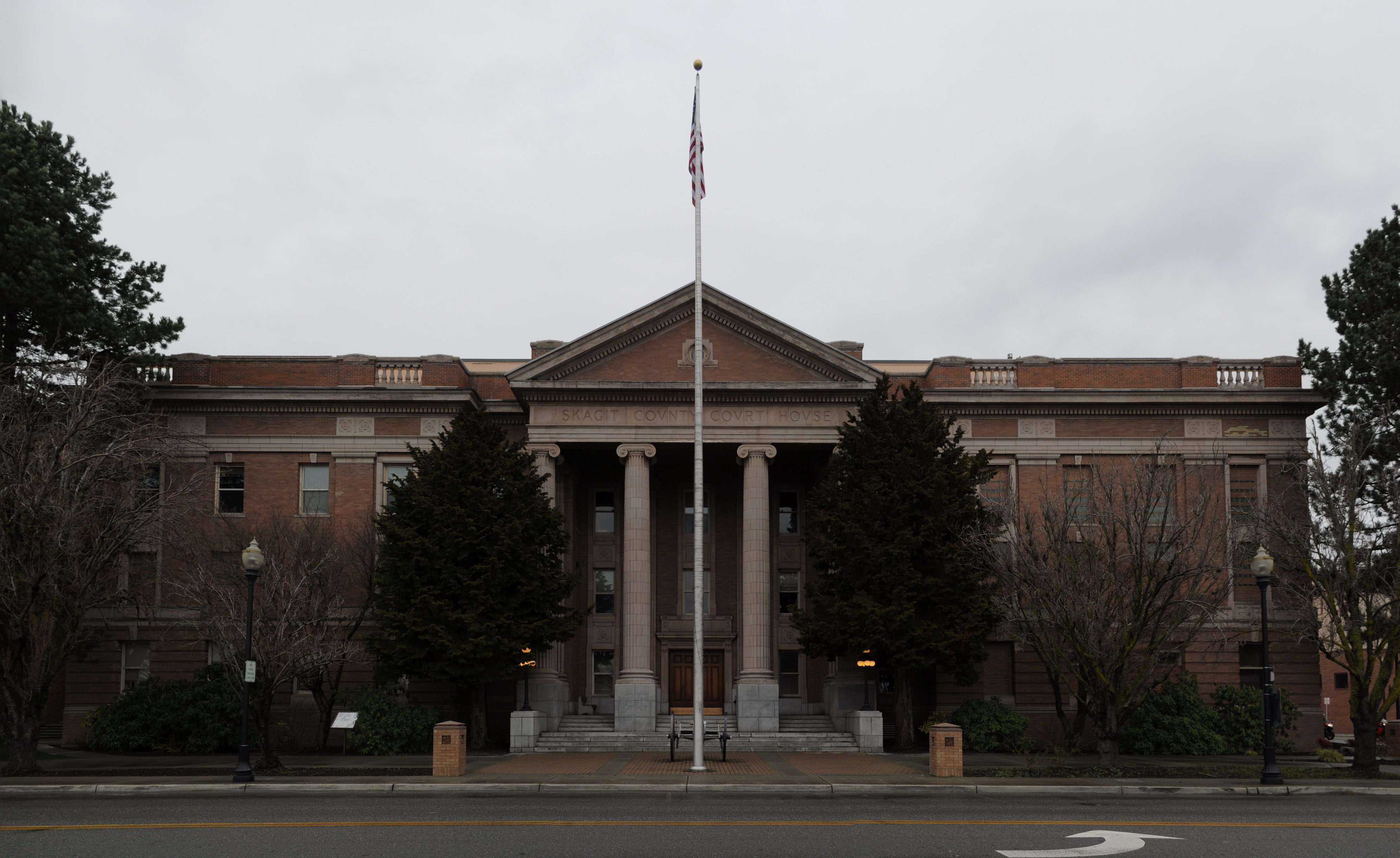
Okresní soud z devatenáctého století.

Příchod železnice do města přivedl do Mount Vernonu mnoho nových obyvatel a podnikatelů. 5. července 1893 bylo město oficiálně začleněno. Ve stejný rok byla postavena velká cihlová budova okresního soudu, která stojí dodnes. Díky stabilní ekonomice oblasti ale nebyl rozmach města tak obrovský jako v jiných městech regionu. V roce 1891 město zažilo první z mnoha požárů, který zničil pár bloků na břehu řeky Skagit. Shořelé budovy brzy nahradila železnice. Ve stejném roce bylo rekonstruováno mnoho veřejných budov, např. velká cihlová škola na kopci nad městem nebo budova městské opery.
Po ekonomické krizi roku 1893 růst města výrazně zpomalil. Po povodní, která město postihla rok poté, byla kolem řeky Skagit vybudována první protipovodňová hráz. Velký požár v roce 1900 ale zničil všechny původní stavby ve městě, včetně obchodu Clothiera a Englishe. O tři roky později zničil další požár další podniky v centru města.

### Blízká minulost
Ve druhé dekádě dvacátého století město zažilo další růst, jelikož se stalo jižním koncem meziměstské železnice Bellingham & Skagit Railway, která kromě pasažérů přepravovala také náklad mezi Bellinghamem, Mount Vernonem, Burlingtonem a Sedro-Woolley. Dráha byla otevřena 31. srpna 1912 a na začátku jezdily osobní vlaky do Bellinghamu každou druhou hodinu, zatímco nákladní vlaky jezdily pouze v noci. Podnikatelé z Mount Vernonu brzy začali vyvíjet tlak na společnost, aby prodloužila svůj rozsah jižně do Everettu, se kterým bylo také nutno město spojit. Kvůli slábnoucí ekonomice a počátku první světové války ale došlo k odložení tohoto plánu na dalších mnoho let. V roce 1920 byla do Bellinghamu postavena Pacific Highway (Pacifická dálnice), která znamenala pro železnici velkou hrozbu. Po sérii nehod a vyplavení mostů byla prodělková přeprava cestujících na železnici zrušena. V roce 1969 byla centrem města postavena mezistátní dálnice Interstate 5, která jej tak odřízla od rezidenčních čtvrtí města a otevřela planiny severně od města městskému rozvoji. Právě tam našlo útočiště několik podniků z centra.

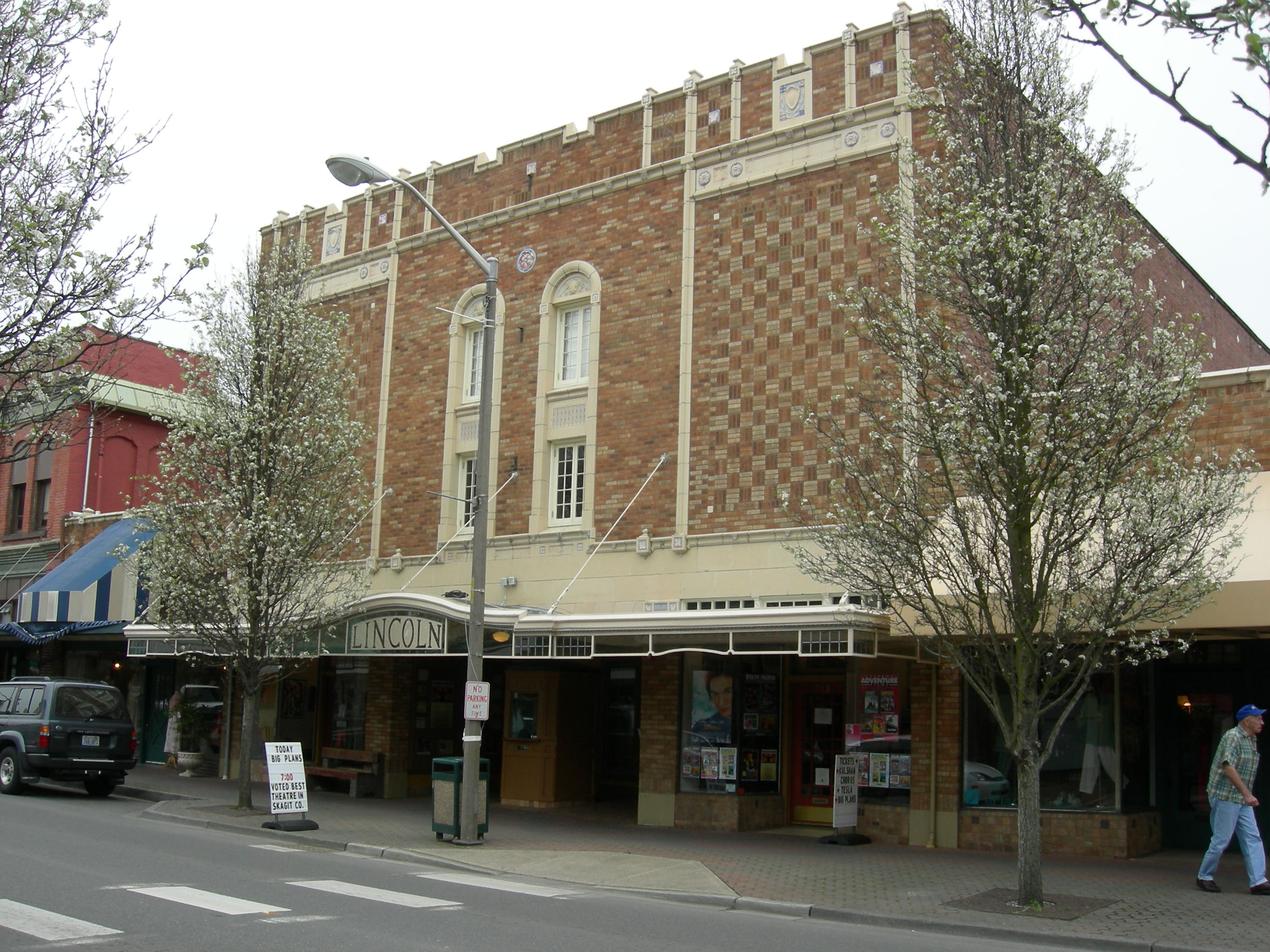
Lincolnovo divadlo.

## Významné budovy
Historické Lincolnovo divadlo bylo postaveno v roce 1926 jako vaudeville a tiché kino. Nyní podnik pořádá živé divadelní výstupy, koncerty a také klasické i moderní filmy. Divadlo je jedním z pouhých osmadevadesáti v USA, které stále mají původní divadelní varhany Wurlitzer, na které se většinou hraje před začátkem představení.

## Klima
V Mount Vernonu je oceánické podnebí s chladnými a mokrými zimami, ale teplými a suchými léty.
| Mount Vernon. WA – podnebí                             | Mount Vernon. WA – podnebí | Mount Vernon. WA – podnebí | Mount Vernon. WA – podnebí | Mount Vernon. WA – podnebí | Mount Vernon. WA – podnebí | Mount Vernon. WA – podnebí | Mount Vernon. WA – podnebí | Mount Vernon. WA – podnebí | Mount Vernon. WA – podnebí | Mount Vernon. WA – podnebí | Mount Vernon. WA – podnebí | Mount Vernon. WA – podnebí | Mount Vernon. WA – podnebí |
| Období                                                 | leden                      | únor                       | březen                     | duben                      | květen                     | červen                     | červenec                   | srpen                      | září                       | říjen                      | listopad                   | prosinec                   | rok                        |
| ------------------------------------------------------ | -------------------------- | -------------------------- | -------------------------- | -------------------------- | -------------------------- | -------------------------- | -------------------------- | -------------------------- | -------------------------- | -------------------------- | -------------------------- | -------------------------- | -------------------------- |
| Průměrné denní maximum [°C]                            | 7,6                        | 9,7                        | 11,9                       | 14,5                       | 17,8                       | 20,2                       | 22,8                       | 23,4                       | 20,6                       | 15,6                       | 10,5                       | 7,8                        | 15,2                       |
| Průměrné denní minimum [°C]                            | 1,2                        | 2,2                        | 3,3                        | 4,7                        | 7,4                        | 9,7                        | 10,8                       | 10,9                       | 8,6                        | 5,4                        | 3,4                        | 1,4                        | 5,8                        |
| Průměrné srážky [mm]                                   | 107,2                      | 72,4                       | 71,4                       | 64,3                       | 61,5                       | 49,5                       | 30,5                       | 34                         | 43,2                       | 73,4                       | 122,7                      | 100,6                      | 830,7                      |
| Zdroj: National Oceanic and Atmospheric Administration |                            |                            |                            |                            |                            |                            |                            |                            |                            |                            |                            |                            |                            |

## Demografie
Podle sčítání lidu z roku 2010 zde žilo 31 743 obyvatel. Hustota osídlení byla 911,6 obyvatele na km².

### Rasové složení
- 72,8% Bílí Američané
- 1,0% Afroameričané
- 1,6% Američtí indiáni
- 2,7% Asijští Američané
- 0,2% Pacifičtí ostrované
- 17,6% Jiná rasa
- 4,0% Dvě nebo více ras

Obyvatelé hispánského nebo latinskoamerického původu, bez ohledu na rasu, tvořili 33,7% populace, což bylo o osm procent více, než v roce 2000.

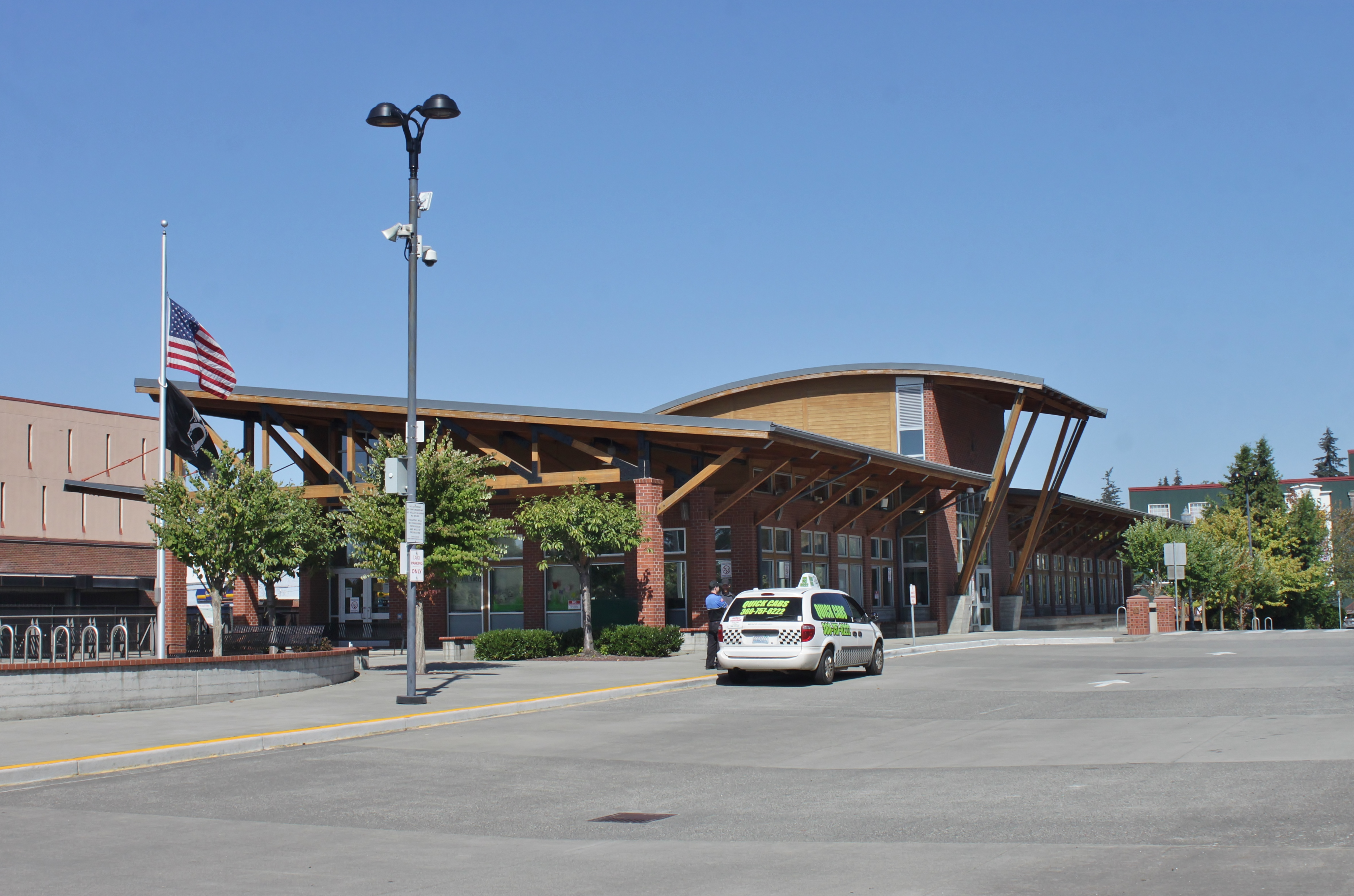
Multimodální stanice v centru města

## Doprava
V roce 2004 byla otevřena nová multimodální dopravní stanice Mount Vernon Amtrak Station, která je potřebná pro rychle rostoucí region. Stanice se nachází v centru města, kde mohou cestující přestupovat mezi různými druhy přepravy, jedná se o městské busy Skagit Transit, dálkové busy Greyhound, vlak Amtrak Cascades a místní taxi. Nová expresní autobusová linka spojuje stanici se stanicí v Everettu, kde jezdí seattleské příměstské vlaky Sounder.
Osm kilometrů vzdálené Skagitské regionální letiště vyplňuje většinu leteckých potřeb regionu. Nejbližším komerčním letištěm s pravidelnými lety je čtyřicet kilometrů vzdálené Bellinghamské mezinárodní letiště.

### Důležité silnice
- Interstate 5 běží svisle mezi americkou hranicí s Mexikem k hranici s Kanadou, kde leží známý Peace Arch ve městě Blaine. Dálnice spojuje Mount Vernon se Seattlem, Portlandem, Eugenem, Reddingem, Sacramentem, Los Angeles a San Diegem.
- Washington State Route 9 běží také svisle a spojuje město se Snohomishem a Arlingtonem na jihu a se Sedro-Woolley a kanadsko-americkou hranicí nedaleko města Sumas.
- Washington State Route 20 je vodorovná silnice spojující Olympijský poloostrov a Idaho. Přes úžinu Admiralty se dostává trajektem a je známá jako North Cascades Highway díky tomu, že prochází jádrem Severních Kaskád a národním parkem Severní Kaskády.
- Washington State Route 536 spojuje North Cascades Highway s centrem města.

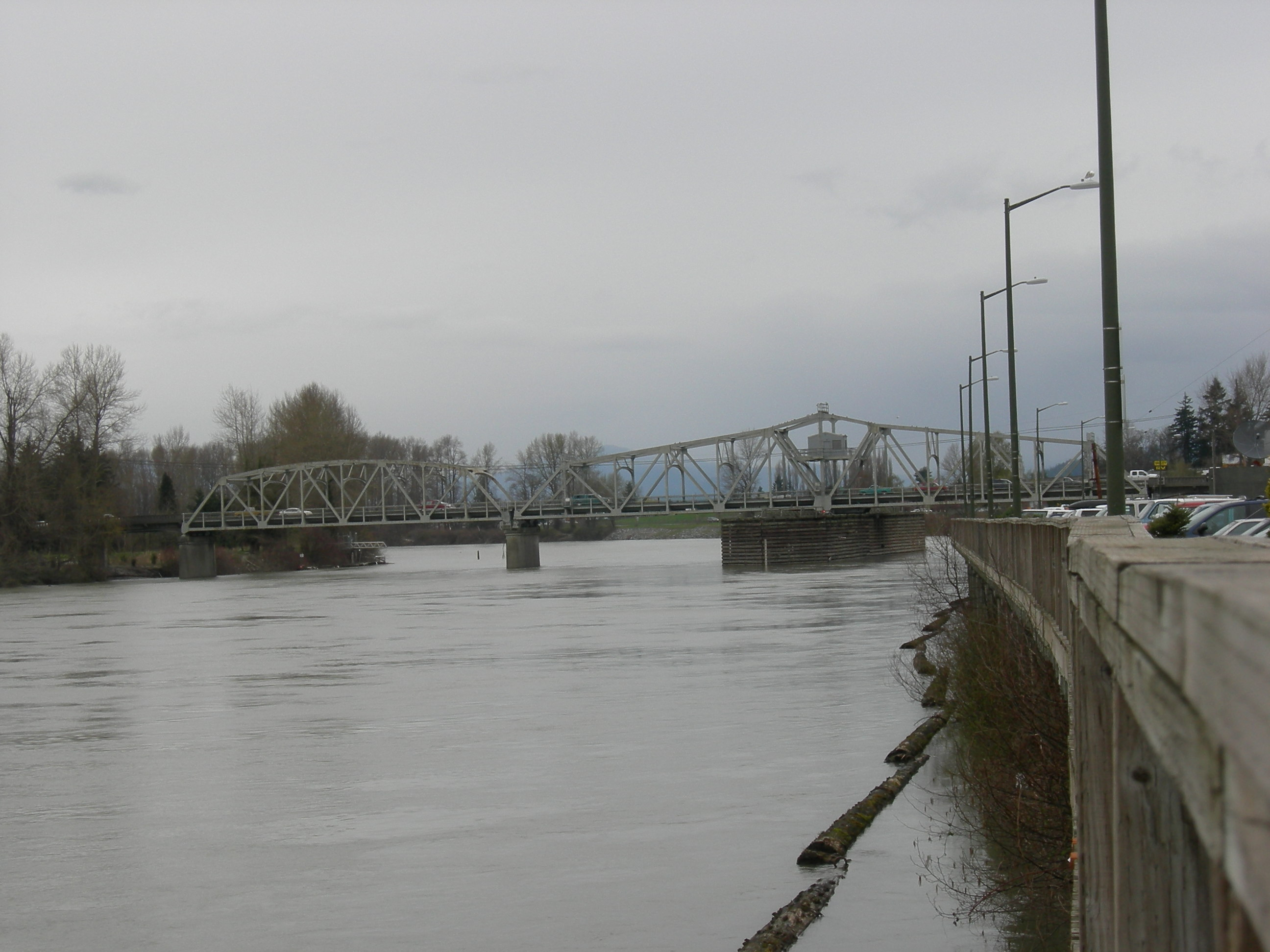
Most přes řeku Skagit, po kterém vede z města silnice č. 536.

- Washington State Route 538 spojuje silnici č. 9 s centrem města.

## Ochrana proti záplavám
Od doby, co bylo město založeno, se potýká centrum, které leží na břehu řeky Skagit s povodněmi, často pak v časech těžkých dešťů. Pokaždé když se hladina dostane na stanovenou úroveň, musí obyvatelé města pomoci při stavení hráze z pytlů písku, které mají délku šesti městských bloků a až jeden a půl metru. Na jaře 2007 schválila městská rada koupi mobilní protipovodňové zdi od norské firmy AquaFence, která ji dodá zeď první svého typu v USA. Zeď může být až 120 cm vysoká a její sestavení trvá tři hodiny několika dobrovolníkům, což je výhodné oproti až dvanácti hodinám a stovkám dobrovolníků, které by stavěly původní pytlovou hráz. Toto řešení je ale dočasné, jelikož město stále hledá způsob, jak na břehu řeky v centru postavit permanentní protipovodňovou zeď, která by odstranila oblast z povodňových map Federal Emergency Management Agency. Po vybudování adekvátní protipovodňové ochrany svolí občanská dozorčí rada k plánům na rozvoj pobřeží řeky, které je nyní využíváno především pro parkování.

## Významní rodáci
- Glenn Beck – moderátor pro Premiere Radio Networks
- Chad Lindberg – herec, např. z filmu Rychle a zběsile
- T. J. Oshie – hokejista týmu St. Louis Blues v NHL

## Partnerská města
- Chilliwack, Britská Kolumbie
- Kure, prefektura Hirošima.